# العلاقات التشيلية الكرواتية
العلاقات التشيلية الكرواتية هي العلاقات الثنائية التي تجمع بين تشيلي وكرواتيا.

## مقارنة بين البلدين
هذه مقارنة عامة ومرجعية للدولتين:
| وجه المقارنة                                              | تشيلي                         | كرواتيا                                                  |
| --------------------------------------------------------- | ----------------------------- | -------------------------------------------------------- |
| المساحة (كم2)                                             | 756.10 ألف                    | 56.59 ألف                                                |
| عدد السكان (نسمة)                                         | 17.37 مليون                   | 4.11 مليون                                               |
| الكثافة السكانية (ن./كم²)                                 | 22.97                         | 72.63                                                    |
| العاصمة                                                   | سانتياغو                      | زغرب                                                     |
| اللغة الرسمية                                             | اللغة الإسبانية               | اللغة الكرواتية                                          |
| العملة                                                    | بيزو تشيلي، وحدة حساب تشيلية ‏ | كونا كرواتية                                             |
| الناتج المحلي الإجمالي (بليون دولار)                      | 277.08 مليار                  | 54.85 مليار                                              |
| الناتج المحلي الإجمالي (تعادل القوة الشرائية) بليون دولار | 419.39 مليار                  | 94.64 مليار                                              |
| الناتج المحلي الإجمالي الاسمي للفرد دولار أمريكي          | 13.42 ألف                     | 11.54 ألف                                                |
| الناتج المحلي الإجمالي للفرد دولار أمريكي                 | 22.07 ألف                     | 21.64 ألف                                                |
| مؤشر التنمية البشرية                                      | 0.832                         | 0.818                                                    |
| رمز المكالمات الدولي                                      | +56                           | +385                                                     |
| رمز الإنترنت                                              | .cl                           | .hr                                                      |
| المنطقة الزمنية                                           | 00، 00، 00، 00                | توقيت وسط أوروبا، ت ع م+01:00، ت ع م+02:00، أوروبا/زغرب ‏ |

## مدن متوأمة
في ما يلي قائمة باتفاقيات التوأمة بين مدن تشيلية وكرواتية:
- ترتبط إيكويكو مع زادار باتفاقية توأمة منذ 30 يونيو 2003.
- ترتبط بونتا أريناس مع سبليت باتفاقية توأمة.
- ترتبط أنتوفاغاستا مع سبليت باتفاقية توأمة.

## منظمات دولية مشتركة
يشترك البلدان في عضوية مجموعة من المنظمات الدولية، منها:
| علم المنظمة | اسم المنظمة                               | تاريخ انضمام تشيلي | تاريخ انضمام كرواتيا |
| ----------- | ----------------------------------------- | ------------------ | -------------------- |
|             | مؤسسة التنمية الدولية                     | 30 ديسمبر 1960     | 25 فبراير 1993       |
|             | يونسكو                                    | 7 يوليو 1953       | 1 يونيو 1992         |
|             | وكالة ضمان الاستثمار متعدد الأطراف        | 12 أبريل 1988      | 19 مارس 1993         |
|             | الأمم المتحدة                             | 24 أكتوبر 1945     | 22 مايو 1992         |
|             | الفريق المعني برصد الأرض                  | ?                  | ?                    |
|             | الاتحاد البريدي العالمي                   | ?                  | ?                    |
|             | البنك الدولي للإنشاء والتعمير             | 31 ديسمبر 1945     | 25 فبراير 1993       |
|             | المنظمة الهيدروغرافية الدولية             | ?                  | ?                    |
|             | الاتحاد الدولي للاتصالات                  | 1908               | 3 يونيو 1992         |
|             | منظمة حظر الأسلحة الكيميائية              | ?                  | ?                    |
|             | مؤسسة التمويل الدولية                     | 15 أبريل 1957      | 25 فبراير 1993       |
|             | المركز الدولي لتسوية المنازعات الاستشارية | 24 أكتوبر 1991     | 22 أكتوبر 1998       |
|             | منظمة التجارة العالمية                    | ?                  | ?                    |
|             | منظمة الشرطة الجنائية الدولية             | ?                  | ?                    |

## أعلام
هذه قائمة لبعض الشخصيات التي تربطها علاقات بالبلدين:
- أستريد فوجيلي (كاتبة تشيلية، 2 فبراير 1949 – )
- أندريس موراليس (كاتب تشيلي، 1962[22] – )
- أنطونيو سكارميتا (كاتب تشيلي، 7 نوفمبر 1940[23] – )
- اليخاندرو جويك (ممثل تشيلي، 11 سبتمبر 1957 – )
- باز بسكونيات (ممثلة تشيلية، 2 يونيو 1975 – )
- جيسن فارغاس (لاعب كرة قدم تشيلي، 15 سبتمبر 1997[24] – )
- روكي استيبان سكاربا (كاتب تشيلي، 26 مارس 1914[25] – 11 يناير 1995[25])
- كارولينا أريغوي (ممثلة تشيلية، 26 أغسطس 1965 – )
- كاميلو بينيا (لاعب كرة قدم تشيلي، 5 يونيو 1992 – )
- لوكا تودور (لاعب كرة قدم تشيلي، 21 فبراير 1969[26] – )
- لياندرو ديلغادو (لاعب كرة قدم تشيلي، 15 يوليو 1982[27] – )
- مارسيلو بيريز مالدونادو (لاعب كرة قدم تشيلي، 24 يونيو 1994 – )
- ميلوفان ميروشيفيتش (لاعب كرة قدم تشيلي، 20 يونيو 1980 – )
- ييفو باساي (لاعب كرة قدم تشيلي، 13 أبريل 1966 – )

## وصلات خارجية
- موقع وزارة الخارجية التشيلية
- موقع وزارة الخارجية الكرواتية